# نصیرآباد (ماه‌نشان)
نصیرآباد یک منطقهٔ مسکونی در ایران است که در دهستان انگوران در شهرستان ماه‌نشان استان زنجان واقع شده‌است. نصیرآباد ۱۲۹ نفر جمعیت دارد.